# Santa María de la Isla
Santa María de la Isla est une commune d'Espagne dans la province de León, communauté autonome de Castille-et-León. Elle s'étend sur 12,75 km2 et comptait environ 522 habitants en 2015.